# Carl Reinhold Tersmeden
Carl Reinhold Jacob Nils Tersmeden, född 17 februari 1929 i Stockholm, död 28 september 1991 i Bryssel, var en svensk jurist och direktör. 

## Biografi
Tersmeden var son till häradshövding Jacob Tersmeden och Ebba Tham. Han skrevs in vid Uppsala universitet höstterminen 1948. Under sin studietid var han kårmarskalk höstterminen 1949, kårövermarskalk 1950 samt ordförande för Föreningen Heimdal 1952. Efter juridikstudierna och tingsmeritering 1953-1955 anställdes Tersmeden av SAF. Han var 1969-1972 socialattaché vid svenska delegationen i Bryssel samt vid ambassaderna i Bonn, Paris och Haag. 
År 1974 blev Tersmeden chef för SAF:s och Sveriges Industriförbunds gemensamma kontor vid Europeiska gemenskaperna med uppgift att bevaka svenska intressen, och då särskilt näringslivets, inom denna gemenskap. Han hade denna post i 17 år fram till sin bortgång.  
Tersmeden gifte sig 1953 med grevinnan Margaretha Thorsdotter Bonde af Björnö (1931–2016), som var dotter till greve Thord Carlsson Bonde af Björnö och Anna Greta Sjöberg. Paret fick tre barn av vilka dottern Louise under en period var gift med den förre fransk-belgiske kulturministern Richard Miller.